# Bert Hölldobler
 Bert Hölldobler  (nascut a Erling, 25 de juny de 1936) és un sociobiòleg, i entomòleg alemany especialitzat en formigues.
Ha estat premiat amb el Premi Pulitzer el 1991 pel seu llibre The Ants (Formigues) (1990) en coautoria amb Edward Osborne Wilson, amb qui va col·laborar en la redacció de  Journey to the Ants  (1994), traduït com Viatge a les formigues (Barcelona, 1996).
Treballa a la Universitat de Würzburg, a Alemanya i a la Universitat Estatal d'Arizona.

## Algunes publicacions
Llibres
- Bert Hölldobler, E.O. Wilson. " The Ants , Harvard University Press, 1990, ISBN 0-674-04075-9
- Bert Hölldobler, E.O. Wilson. "Journey to the Ants: A Story of Scientific Exploration , 1994, ISBN 0-674-48525-4
- Bert Hölldobler, E.O. Wilson. " The Superorganism: The Beauty, Elegance, and Strangeness of Insect Societies ", WW Norton, 2008. ISBN 978-0393067040

Vídeos i entrevistes
Hölldobler ha estat subjecte del film documental: "Ants - Nature s Secret Power", guanyant el "Premi 2005 Jackson Hole Wildlife Film Festivals Special Jury".
La seva entrevista de 2007 al programa podcast Ask A Biologist detallava la seva biografia i els seus interessos en formigues i articles.